# Język magadhi
Język magadhi (dewanagari: मागधी), magahi (मगही) – język używany w indyjskim stanie Bihar, jeden z języków bihari. Według danych z 2011 r. posługuje się nim blisko 21 mln ludzi.
W przeszłości był traktowany jako jeden ze wschodnich dialektów hindi, zwłaszcza że większość użytkowników uczy się literackiego hindi w szkołach i jest on językiem urzędowym w Biharze. Z tego powodu wielu użytkowników magadhi określa go po prostu jako hindi. Nowsze badania wykazały jednak, że magadhi genetycznie należy zaliczyć do wschodniej grupy języków indoaryjskich, wraz z językiem bengalskim i asamskim.
Dzieli się na dialekty: północny, centralny, południowy i khortha (khotta). W użyciu jest też język hindi.
Jest zapisywany pismem dewanagari.